# Drusus nigrescens
Drusus nigrescens là một loài Trichoptera trong họ Limnephilidae. Chúng phân bố ở miền Cổ bắc.